# NGC 7626
NGC 7626 is een elliptisch sterrenstelsel in het sterrenbeeld Pegasus. Het hemelobject werd op 26 september 1785 ontdekt door de Duits-Britse astronoom William Herschel.

## Synoniemen
- UGC 12531
- MCG 1-59-57
- ZWG 406.76
- PGC 71140